# Newbee
Newbee — китайська кіберспортивна організація, створена у 2014 році.
Newbee є одним з найбільших китайських кіберспортивних клубів. Організація має команди в багатьох дисциплінах, зокрема Dota 2, Warcraft III, Starcraft II, Hearthstone, FIFA, Clash Royale та Fortnite.
Команду було створено на початку 2014 гравцями в Dota 2. Завдяки вдалим виступам китайський колектив отримав запрошення на головний турнір року The International 2014 Попри невдалий старт, Newbee вдалось пристосуватись до манери гри інших команд, які намагались закінчити матчі дуже швидко, та перемогти опонентів. Newbee стали чемпіонами The International 2014 та отримали головний приз понад 5 млн доларів США.
Після вдалого виступу місцевого колективу, популярність Dota 2 в Китаї, яка історично була меншою аніж у League of Legends, стала зростати. Проте члени Newbee стали приділяти грі менше уваги, захопившись RPG-іграми. Вони майже не тренувались і навіть програли молодшому складу власної організації Newbee.Young. Valve Corporation запросили Newbee на наступний The International як діючого чемпіона, проте результат вийшов незадовільним (13-16 місце). Newbee втратили позиції в регіоні, поступаючись CDEC та EHOME.
Чергове сходження Newbee почалося у 2016 році. Команда виграла 29 ігор поспіль, встановивши новий світовий рекорд (попередній належав українцям Natus Vincere — 25 перемог), та опинилась на першому місці у світі за рейтингами Gosugamers. Проте їхній виступ на TI6 був не дуже вдалим — 9-12 місце. Лише наступного року Newbee показали свій рівень, посівши друге місце на The International 2017 та вигравши майже 4 млн доларів.
Станом на 2022 рік Newbee посідає 12 місце у світі за загальною кількістю зароблених грошей, вигравши за весь час існування понад 14 млн доларів.